# Pintura mineral
La pintura mineral o pintura de silicat està basada en la barreja correcta de pigments inorgànics minerals i de silicat potàssic. Les pintures minerals tenen qualitats superiors de durada, lluminositat i efecte protector. El principi de la tècnica dels silicats es basa en la unió mineral insoluble de la pintura amb el suport. El silicat potàssic reacciona amb el suport i amb els pigments, formant una estructura mineral lligada per silicats insolubles. Aquest procés de petrificació es coneix amb el nom de silicificació.